# 名古屋市電の車両基地

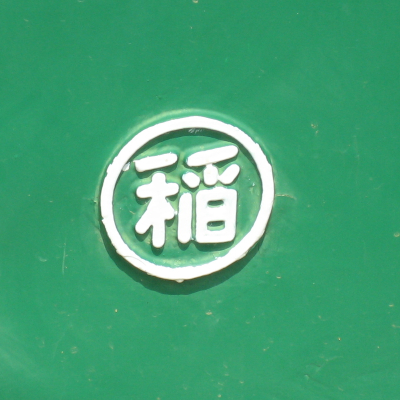
電車の車体に取り付けられた所属車庫を表す記号（銘板）。これは1814号のもので、稲葉地電車運輸事務所所属を示す。

名古屋市電の車両基地（なごやしでんのしゃりょうきち）では、名古屋市が運営していた路面電車（名古屋市電）の車両基地（車庫・車両工場）について記述する。
市電の車庫は「電車運輸事務所（でんしゃうんゆじむしょ）」と呼ばれ、簡単な車両検査や修理、車両の運用、乗務員の管理を行っていた。車両工場は電車の全般検査や重要部検査を担当する検修工場であった。
最盛期の1960年（昭和35年）には8か所の運輸事務所と1か所の車両工場を擁したが、名古屋市電が廃止される1974年（昭和49年）3月31日までにすべての車庫・車両工場が閉鎖された。跡地は都心に残されたまとまった広さの土地であったため、多くが公営住宅（市営住宅）やマンションに転用された。

## 車庫（運輸事務所）

### 池下電車運輸事務所
池下電車運輸事務所（いけした でんしゃうんゆじむしょ）は、名古屋市千種区覚王山通7丁目にあった車庫である。覚王山線の池下停留場に隣接し、名古屋駅前・栄町方面と覚王山・東山公園などを結ぶ、0番台の運転系統を主に担当していた。5・60両程度の車両を収容でき、トラバーサーを1台備えていた。所属車両に取り付けられた記号は「池」。
当車庫は西裏出張所を移転させる形で、1930年（昭和5年）2月21日に開設された。開設当初は池下出張所という名称であったが、1939年（昭和14年）10月1日に池下電車運輸事務所に改称した。地下鉄東山線の建設に伴い、1958年（昭和33年）12月10日に電車運輸事務所としては閉鎖され、同日付で新設された稲葉地電車運輸事務所の池下電車臨時操車場となった。その後、市電東山公園線星ヶ丘延伸に伴い星ヶ丘操車場が整備されたため、1959年（昭和34年）6月10日に臨時操車場としても廃止された。
車庫の敷地は1960年（昭和35年）開設の地下鉄東山線の池下工場に転用されたが、同工場は藤が丘工場建設により1969年（昭和44年）に閉鎖された。車庫があった場所は池下交差点北東角であり、跡地には市営住宅の市営池下荘が建設され、1階には地下鉄東山線池下駅東改札口とバスターミナルが設けられている。

### 稲葉地電車運輸事務所
稲葉地電車運輸事務所（いなばじ でんしゃうんゆじむしょ）は、名古屋市中村区稲葉地町2丁目にあった車庫である。中村線の終点稲葉地町停留場に隣接し、名古屋駅前と星ヶ丘を結ぶ1号系統と、稲葉地町と東山公園を結ぶ2号系統の運行を担当していた。敷地面積は3,337坪で、最大でボギー車58両を収容でき、トラバーサーを1台備えていた。所属車両に取り付けられた記号は「稲」。
当車庫は、池下電車運輸事務所の機能を移す形で1958年（昭和33年）12月10日に開設された。中村線が稲葉地町まで延伸したのはその2年前の1956年（昭和31年）7月15日で、この時稲葉地電車運輸事務所の前身である池下電車運輸事務所稲葉地操車場が開設された。その後、1963年8月1日に市営バスの運輸事務所を併設して稲葉地電車自動車運輸事務所となり、中村線の全線廃止に伴い1972年（昭和47年）3月1日に閉鎖。後に自動車運輸事務所としても閉鎖された。
車庫は稲葉地本通交差点の南西角にあった。跡地には1973年度に市営住宅の北稲葉地荘が建設されている。

### 星ヶ丘操車場
星ヶ丘操車場（ほしがおかそうしゃじょう）は、名古屋市千種区田代町字瓶杁（現・星が丘山手）にあった操車場である。東山公園線の終点星ヶ丘停留場に隣接していた。稲葉地電車運輸事務所の管轄で、星ヶ丘を発着する1号系統の留置所として使用されていた。
東山公園線が星ヶ丘まで延伸したのは1959年（昭和34年）3月25日。その3か月後の6月10日に池下電車臨時操車場（旧・池下電車運輸事務所）の機能を移設する形で新設された。使用期間は短く、新設2年後の1961年（昭和36年）5月15日に、東山公園線の休止にあわせ廃止された。
廃止後、池下 - 星ヶ丘間で運転された市電代行バスの操車場に転用された。バス操車場としても廃止されると、跡地には市営住宅の市営西星ケ丘荘が建設された。西星ケ丘荘の1階は市営バスの転回場となっている。

### 浄心電車運輸事務所
浄心電車運輸事務所（じょうしん でんしゃうんゆじむしょ）は、名古屋市西区浄心1丁目にあった車庫である。上江川線浄心町停留場に隣接し、浄心町や秩父通を発着する10番台の運転系統を主に担当していた。敷地面積3,379坪、最大でボギー車75両を収容できる市電最大の車庫で、トラバーサーを1台備えていた。所属車両に取り付けられた記号は「淨」。
当車庫は、1925年（大正14年）3月26日に浄心出張所として新設された。1930年（昭和5年）1932年（昭和7年）2月1日に池下出張所（後の池下電車運輸事務所）に統合され、池下出張所浄心派出所となるが、1937年（昭和12年）11月1日に池下出張所から分離され浄心出張所に戻った。1939年（昭和14年）10月1日には浄心電車運輸事務所に改称。押切線や押切浄心連絡線の廃止に伴い、1972年（昭和47年）3月1日に閉鎖された。
上江川線（柳橋方面）用と押切浄心連絡線（名古屋駅前方面）用の出入庫線が独立している特徴的な配線を持っていた。
車庫があった場所は浄心交差点の北西角で、跡地には市営住宅のシティーファミリー浄心やマンションが建設されている。また、車庫隣接地に1930年（昭和5年）4月に建設された自動車車庫（市営バス浄心自動車運輸事務所、後の浄心営業所）が現存している。

### 沢上電車運輸事務所
沢上電車運輸事務所（さわかみ でんしゃうんゆじむしょ）は、名古屋市熱田区沢上1丁目にあった車庫である。熱田線の沢上町停留場に隣接し、栄方面と熱田方面を結ぶ20番台の運転系統を主に担当していた。敷地面積は2,173坪で、最大でボギー車64両を収容でき、トラバーサーを1台備えていた。所属車両に取り付けられた記号は「澤」。
当車庫は、名古屋市電の前身である名古屋電気鉄道が開設した沢上車庫を、市営化により1922年（大正11年）8月1日に名古屋市が引き継いで発足した。市営化に伴い沢上出張所と名付けられたが、1939年（昭和14年）10月1日に沢上電車運輸事務所に改称した。車庫の前を通る熱田線の廃止に伴い、1974年（昭和49年）2月16日に閉鎖された。
車庫は沢上交差点から100mほど南へ行った場所にあった。跡地にはマンションが建設されている。

### 高辻電車運輸事務所
高辻電車運輸事務所（たかつじ でんしゃうんゆじむしょ）は、名古屋市昭和区東郊通9丁目と滝子通1丁目にまたがる地にあった車庫である。東郊線の高辻停留場に隣接し、堀田駅前や桜山町などを発着する30番台の運転系統を担当していた。敷地面積は3,954坪で、最大でボギー車79両を収容でき、トラバーサーを1台備えていた。所属車両に取り付けられた記号は「高」。
当車庫は、1923年（大正12年）1月25日に東郊線が部分開業した際に、同線専用の車庫として新設された。当初は老松出張所（後の老松電車運輸事務所）の高辻派出所であったが、1929年（昭和4年）11月21日に高辻出張所に昇格した。1939年（昭和14年）10月1日には高辻電車運輸事務所に改称。閉鎖は1974年（昭和49年）3月31日で、市電全廃時まで存続した車庫の一つである。この車庫に最終電車が収容されたのを最後に、市電の営業は終了した。
車庫があった場所は高辻交差点の南東角であり、跡地には市営住宅の市営高辻荘やマンションが建設された。

### 老松電車運輸事務所
老松電車運輸事務所（おいまつ でんしゃうんゆじむしょ）は、名古屋市中区老松町7丁目（現・新栄一丁目）にあった車庫である。公園線の老松町停留場に隣接していた。1930年代以降からボギー車の増備が進んでいたがこの車庫には単車が中心に配置されており、単車の淘汰が進んだ廃止直前でも50両余りの収容車両のうち半数が単車であった。40番台の運転系統を主に担当していた。また、トラバーサーを1台備えていた。所属車両に取り付けられた記号は「老」。
当車庫は名古屋電気鉄道の老松車庫として1910年（明治43年）4月23日に開設され、1922年（大正11年）8月1日の市営化時に老松出張所となった。1932年（昭和7年）2月1日に高辻出張所（後の高辻電車運輸事務所）に統合され高辻出張所の老松派出所となったが、1937年（昭和12年）11月1日に分離され老松出張所に戻った。1939年（昭和14年）10月1日に老松電車運輸事務所に改称したが、1950年（昭和25年）12月15日に閉鎖された。
車庫は道路拡幅（若宮大通建設）に伴い閉鎖されたため、敷地の一部は道路になっている。跡地には1952年（昭和27年）に市営バスの車庫（老松自動車運輸事務所）が設けられ、敷地上部には後に都市再生機構の老松アパートが建設された。老松自動車運輸事務所は1981年に閉鎖され、アパートは2014年現在解体中である。

### 港電車運輸事務所
港電車運輸事務所（みなと でんしゃうんゆじむしょ）は、名古屋市港区港明1丁目にあった車庫である。野立築地口線の港車庫前停留場に隣接し、名古屋港や稲永地区を発着する50番台の運転系統を担当していた。敷地面積は3,782坪で、最大でボギー車58両を収容でき、トラバーサーを1台備えていた。所属車両に取り付けられた記号は「港」。
当車庫は1943年（昭和18年）7月10日に開設され、野立築地口線の廃止に伴い1969年（昭和44年）2月20日に閉鎖された。閉鎖後は市営バスの港営業所として引き続き使用され、事務所本屋や三角屋根の検修庫、検修庫のピットのレールなども残されていたが、2004年（平成16年）に閉鎖され事務所や検修庫は撤去された。2019年（平成31年）に事務所など一部施設を再建して港明営業所となり営業所が復活した。

### 下之一色電車運輸事務所
下之一色電車運輸事務所（しものいっしき でんしゃうんゆじむしょ）は、名古屋市中川区下之一色町字松蔭2丁目にあった車庫である。下之一色線の下之一色停留場に隣接し、下之一色線・築地線で運行されていた70号系統を管轄していた。敷地面積は1,099坪。収容車両はボギー車基準で最大21両と少ないが、下之一色線・築地線の専用軌道区間で使用されていた架線検修用電動貨車もここに収容されていた。所属車両に取り付けられた記号は「下」。
当車庫は、下之一色線を敷設した下之一色電車軌道の車庫として新設されたものを、1937年（昭和12年）3月1日に市が引き継いだものである。池下出張所浄心派出所下之一色分所と命名され、上部組織の名称が浄心出張所、浄心電車運輸事務所となった後、1946年（昭和21年）3月26日に浄心電車運輸事務所から分離され下之一色電車運輸事務所となった。1961年（昭和36年）4月1日には港電車運輸事務所に統合され港電車運輸事務所下之一色分所となったが、下之一色線の廃止に伴い1969年（昭和44年）2月20日に閉鎖された。
跡地は松蔭公園という名の公園になっている。

### 安田電車運輸事務所
安田電車運輸事務所（やすだ でんしゃうんゆじむしょ）は、名古屋市昭和区安田通2丁目にあった車庫である。八事線の安田車庫前停留場に隣接し、八事線や循環東線で運行される60番台の運転系統を担当していた。敷地面積は1,764坪で、最大でボギー車53両を収容でき、トラバーサーを1台備えていた。所属車両に取り付けられた記号は「安」。
八事線を敷設した尾張電気軌道の車庫として建設された。所有者が新三河鉄道に移った後、1937年（昭和12年）3月1日の八事線市営化と同時に名古屋市に引き継がれた。当初は、池下出張所（後の池下電車運輸事務所）管轄の安田分所であったが、1947年（昭和22年）3月18日に池下電車運輸事務所から分離され、安田電車運輸事務所となった。運輸事務所は1954年（昭和29年）3月20日に移転し大久手電車運輸事務所に改称したが、大久手だけでは手狭であったため、移転前の施設も大久手電車運輸事務所の安田車庫として残された。そして高辻電車運輸事務所、大久手電車運輸事務所とともに、名古屋市電の最終日である1974年（昭和49年）3月31日まで存続した。
車庫の跡地には、軽費老人ホーム名古屋市安田荘が建設されている。

### 大久手電車運輸事務所
大久手電車運輸事務所（おおくて でんしゃうんゆじむしょ）は、名古屋市千種区今池3丁目にあった車庫である。循環東線の大久手停留場に隣接していた。1954年（昭和29年）3月20日に旧・安田電車運輸事務所が移転・改称したもので、前身の運輸事務所と同様に60番台の運転系統を担当していた。敷地面積は529坪、最大でボギー車22両を収容できたが、車両検修施設は安田車庫に残したため設置されていなかった。所属車両に取り付けられた記号は「大」。
当車庫は名古屋市電の最終日の1974年（昭和49年）3月31日に閉鎖された。跡地には名古屋市交通局の大久手合同事務所が建設されている。

### 上飯田電車運輸事務所
上飯田電車運輸事務所（かみいいだ でんしゃうんゆじむしょ）は、名古屋市北区上飯田通1丁目にあった車庫である。上飯田1丁目交差点の北東角、御成通線の終点であった上飯田停留場に隣接し、上飯田を発着する80番台の運転系統を担当していた。敷地面積は1,805坪で、最大でボギー車39両を収容でき、トラバーサーを1台備えていた。所属車両に取り付けられた記号は「上」。
当車庫は1951年（昭和26年）12月25日に浄心電車運輸事務所の上飯田操車場として新設され、1959年（昭和34年）4月1日に上飯田電車運輸事務所に昇格した。最後に新設された名古屋市電の電車運輸事務所であるが、御成通線の廃止に伴い1971年（昭和47年）2月1日に閉鎖された。
跡地には、上飯田バスターミナルや、市営住宅の市営西上飯田荘が建設されている。

### その他
西裏出張所
車庫機能を持たない事務所（出張所）で、車両は那古野出張所や老松出張所（後の老松電車運輸事務所）に収容されていた。栄町線の西裏停留場に隣接。名古屋電気鉄道の車庫として新設された後、1922年（昭和11年）8月1日の市営化により西裏出張所となった。1930年（昭和5年）2月21日に、池下出張所に移転・改称した。
那古野出張所
押切線の那古野町停留場に隣接し、那古野工場にも隣接していた。名古屋電気鉄道の車庫として新設された後、1922年8月1日の市営化により那古野出張所となった。浄心出張所（後の浄心電車運輸事務所）の新設に伴い、1925年（大正14年）3月26日に閉鎖された。
跡地は、市営バスの那古野営業所となったが、2003年（平成15年）に閉鎖された。その敷地の一部が回転場として引き続き使用されている。
沢上電車運輸事務所築地分所
稲永新田停留場（後の稲永町停留場）に隣接。築地電軌の車庫として新設され、1937年（昭和12年）3月1日の市営化により、沢上電車運輸事務所管轄の築地分所とされた。1938年（昭和13年）6月に、下之一色分所に統合・廃止された。

## 車両工場

### 西町工場
西町工場（にしまちこうじょう）は、名古屋市熱田区熱田西町（現・一番三丁目）にあった車両工場である。下江川線の西町停留場に隣接していた。
西町工場は、1931年（昭和6年）2月21日に開設された。当初は電車専門であったが、1941年（昭和16年）4月に自動車車両工場が敷地内に完成し、市電・バスの両方を扱う基幹工場となった。市電全廃1か月前の1974年（昭和49年）2月16日に市電部門が廃止され、残されたバス部門も1979年（昭和54年）7月1日に緑区森の里に新しい自動車整備工場が開設されたため廃止され、工場は閉鎖された。
工場の跡地には、名古屋市立日比野中学校の南校舎や市営住宅の市営一番荘、名古屋市上下水道局熱田営業所が建設されている。

### 那古野工場
那古野工場（なごのこうじょう）は、押切線の那古野町停留場に隣接し、車庫である那古野町出張所にも隣接していた。敷地面積は5,407坪だった。
名古屋電気鉄道の車両工場として発足し、1922年（大正11年）8月1日に名古屋市に継承されたが、西町工場新設に伴い1931年（昭和6年）2月21日に閉鎖された。跡地は、那古野出張所と同様に市営バス営業所となった。